# 蕭寶貞
蕭寶貞（490年代—502年4月5日），齊明帝蕭鸞第十一子，母为许淑媛。封桂阳王。

## 母
- 许淑媛：蕭鸞的妾室，封为淑媛。

## 生平
永元二年五月戊申（500年6月21日），出任中护军、北中郎将，领石头戍事，蕭宏為其功曹史。中兴二年三月辛丑（502年4月5日），梁王萧衍诛蕭寶貞。

## 延伸阅读
[在维基数据编辑]
 《南齊書·卷50》，出自萧子显《南齊書》